# N-메틸에페드린
N-메틸에페드린은 에페드린의 유도체이다. 이것은 마황속에 속하는 에피드라 디스타챠(Ephedra distachy)식물로부터 형성된다.
유기 화학에서는 N-메틸에페드린이 분해제 또는 키랄을 지지하는 전해질 그리고 상전이 촉매 및 환원제의 전구체로 사용된다.
DL-메틸에페드린(DL-Methylephedrine)로도 언급된다.
기관지 기침증상에 억제효과가 있는 것으로 알려져있다.

## 예
DL-Methylephedrine HCl은 결합형태의 예이다.

## 같이 보기
- N-메틸슈도에페드린

## 참고
- (DL-Methylephedrine)https://www.drugbank.ca/drugs/DB11278
- (식품의약품안전처-일반시험법-8.3.93 염산메틸에페드린(DL-Methylephedrine HCl), 하이드록시디메틸피리미딘(2-Hydroxy-4,6- dimethylpyrimidine) )https://www.foodsafetykorea.go.kr/foodcode/01_03.jsp?idx=12004
- (부천포커스-대한민국은 종합감기약 중독나라)http://www.efocus.co.kr/news/articleView.html?idxno=467

1. ↑  Smith (1927). “CCLXX. l-Methylephedrine, an alkaloid from Ephedra species”. 《J. Chem. Soc.》: 2056. doi:10.1039/jr9270002056.
2. ↑  (1R,2S)-(−)-N-Methylephedrine at Sigma-Aldrich